# Maria Delago
Maria Delago (* 11. Jänner 1902 in St. Leonhard in Passeier; † 10. Februar 1979 in Brixen) war eine Südtiroler Bildhauerin, Keramikerin und Radiererin.

## Leben
Maria Delago entstammte einer Familie mit Grödner Wurzeln, die im 19. Jahrhundert nach Meran gezogen war. Da ihre künstlerischen Interessen nicht gefördert wurden, machte sie zunächst eine Ausbildung zur Erzieherin. Von 1924 bis 1926 studierte sie an der Wiener Kunstgewerbeschule Keramik bei Michael Powolny und Bildhauerei bei Anton Hanak. Danach zog sie nach Bozen, wo sie den Brennofen der Firma Pickl in der Museumstraße übernahm und dort auch ihr Atelier einrichtete. In den 1930er Jahren bildete sie sich in Maastricht und in München weiter aus, 1936 studierte sie Zeichnen bei Olaf Gulbransson und Bildhauerei bei Joseph Wackerle an der Akademie der bildenden Künste München. Ab 1930 war sie bei zahlreichen Ausstellungen, unter anderem in Bozen, Mailand, Innsbruck, Rapperswil und Brüssel vertreten. 1947 war sie an der Neugründung des Südtiroler Künstlerbundes beteiligt. Sie starb am 10. Februar 1979 an den Folgen eines Verkehrsunfalls.
Maria Delago war vor allem als Bildhauerin tätig, wobei ihr Schwerpunkt auf Arbeiten aus Ton lag. Neben vielfach glasierten Keramiken gestaltete sie auch Plastiken aus Bronze. Daneben, insbesondere aus materiellen Gründen während der Kriegsjahre, schuf sie Radierungen. Ihre Werke reichen von Trachtenfigurinen, Gefäßkeramik und Weihnachtskrippen bis zu Kriegerdenkmälern und Grabskulpturen. Werke von Maria Delago werden unter anderem im Museion in Bozen, im Museum Eccel Kreuzer in Bozen, im Palais Mamming Museum in Meran, im Stadtmuseum Bruneck, im Diözesanmuseum Brixen und im Tiroler Landesmuseum Ferdinandeum in Innsbruck aufbewahrt.

## Auszeichnungen und Ehrungen
- Bronzemedaille bei der Expo 58 in Brüssel[2]
- Walther-von-der-Vogelweide-Preis, 1963
- Ehrenmitgliedschaft des Südtiroler Künstlerbundes, 1968
- Benennung des Maria-Delago-Platzes in Bozen, 2010[1]

## Werke

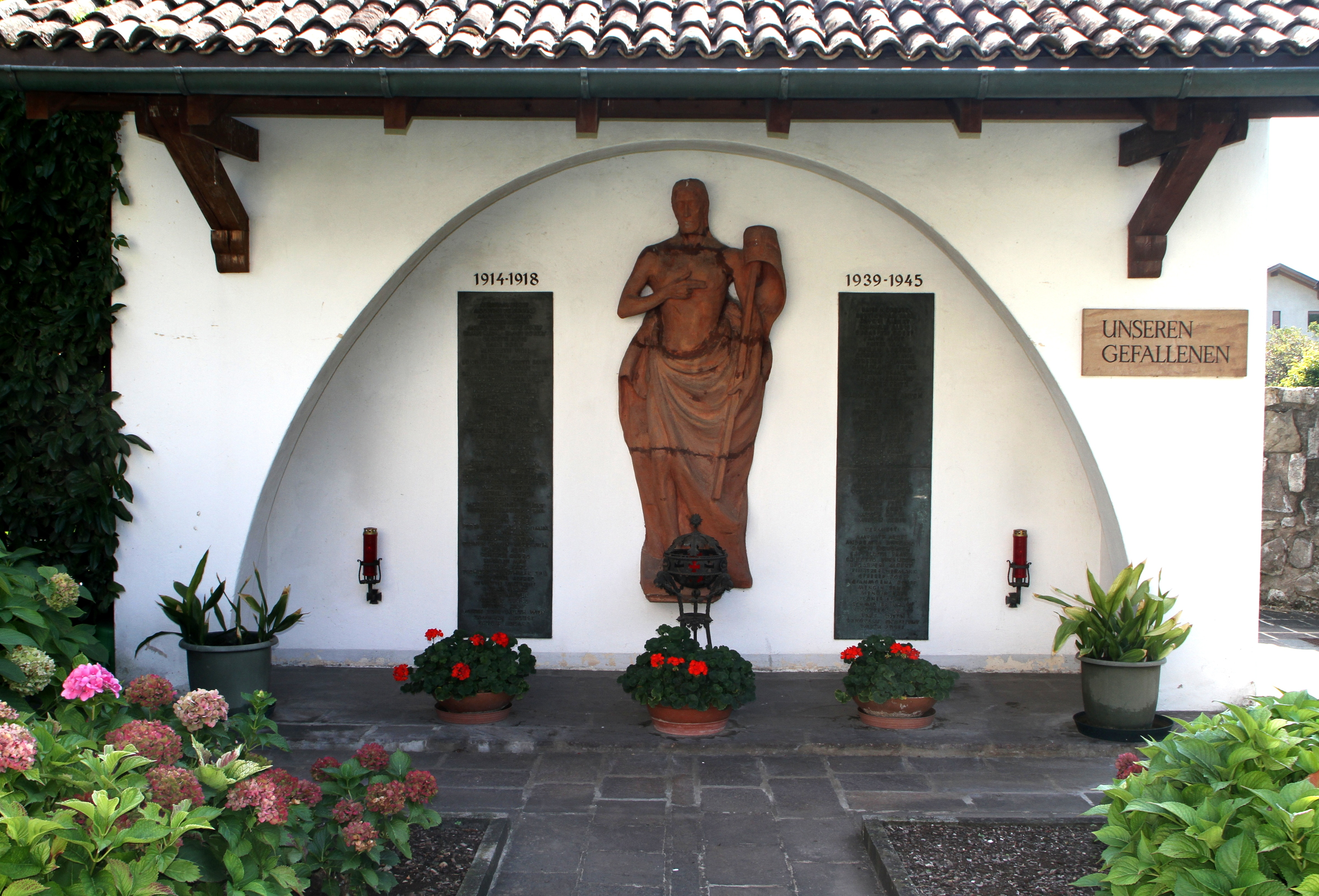
Kriegerdenkmal in Neumarkt

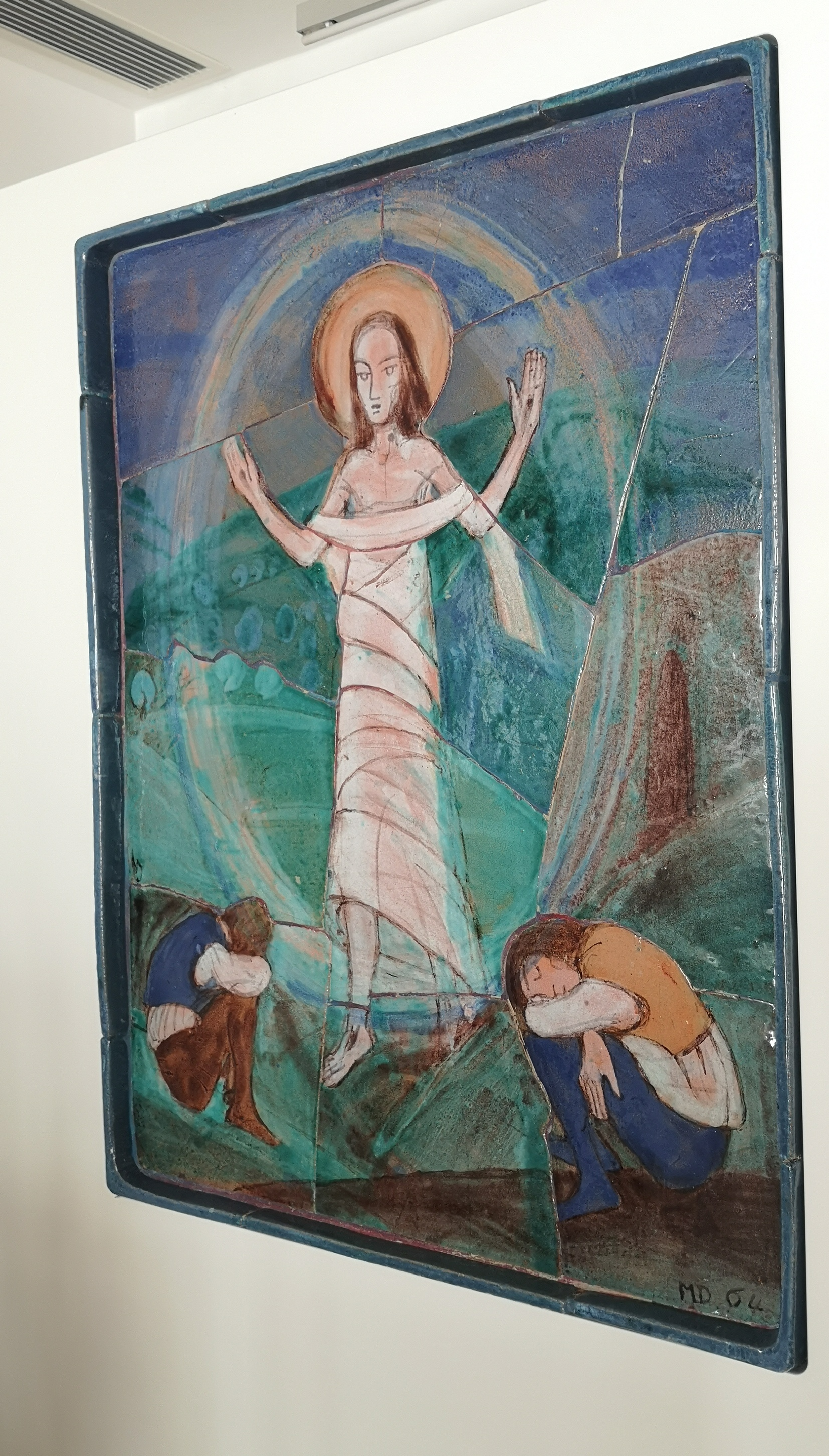
Auferstehung Christi, Kapelle im Vinzenzheim Bozen, 1964

- Skulpturen von Propheten und 36 Reliefs, Klosterkirche in Schiedam, 1931
- Madonna mit Kind (Terrakotta), ehem. Firma Eccel, Bozen, 1934[3]
- Kreuzwegreliefs (Terrakotta), Christkönigskirche, Bozen, 1941[4]
- Reliefs für die Glocken der Stadtpfarrkirche Hall in Tirol, um 1951
- Auferstehung (Mosaik aus glasierten Terrakottafliesen), Kapelle des Altersheims der Vinzenzgemeinschaft, Bozen, 1964[3]
- Hl. Anna mit Maria (Mosaik), Tabernakel, Kruzifix, Hauskapelle des Alten- und Pflegeheims St. Anna, Tramin, um 1967[5]
- Hl. Urban (Freiplastik), Hotel Raffl, Meran
- Mariä Verkündigung (glasierter Ton), Kathedrale von Mogadischu
- Beweinung Christi (Terrakotta), Kriegerdenkmal in Petersberg, Gemeinde Deutschnofen
- Figur des Auferstandenen (Terrakotta), Kriegerdenkmal an der Pfarrkirche St. Nikolaus in Neumarkt
- Kruzifix mit zwei Heiligen (Sandstein), Grabmal der Familie Lageder am Friedhof Oberau in Bozen
- Madonna (Sandstein), Grabmal Anna Hölzl in Untermais
- Auferstehung (Terrakotta), Grabmal Familie Walther in Maria Himmelfahrt
- Kreuzwegstationen (Terrakotta), Neue Pfarrkirche Graun
- Kreuzwegstationen, Hl. Valentin und Maria am Wege, Brenner
- Weinlese und Tanzszene (Keramikreliefs), Landtagsgebäude, Bozen[6]